# كارل باس
كارل باس (بالإنجليزية: Carl Bass)‏ هو شخصية أعمال أمريكي، ولد في 18 مايو 1957 في نيويورك في الولايات المتحدة.